# Tommelfinger
En tommelfinger – nogle gange forkortet til tommel – eller 1. finger (latin: pollex) er den "inderste" finger på en menneskehånd. Den adskiller sig fra de øvrige fingre ved at kunne bøjes i en anden retning, hvorved mennesket kan gribe fat om genstande og dermed manipulere dem. Ud over mennesket har også andre dyrearter en tommelfinger, især primater som gorilla, chimpanse og orangutang, men også koala, panda og opossum.

## Tommelfingeren i kulturen
Man bruger ofte udtrykket: "Ti tommelfingre" for en person, der er meget klodset, hvilket henviser til en beskeden evne til at kunne manipulere fx redskaber.
Tommelfingeren anvendes til at markere en positiv holdning eller støtte, når den stikkes opad. Man taler i så fald om at vise "tommelen op" (fra engelsk: "thumbs up").
Desuden anvendes den fremviste tommelfinger, evt. mens hele armen bevæges frem og tilbage, som et tegn for ønsket om at blive taget med op at køre som blaffer. Man taler i denne forbindelse undertiden ligefrem om at "tomle".
Begge de to sidstnævnte anvendelser kendes fra store dele af verden.